# Пам'ятний знак на місці масового захоронення жертв епідемії чуми (Тернопіль)
Пам'ятний знак на місці масового захоронення жертв епідемії чуми — хрест в місті Тернополі. Щойно виявлена пам'ятка монументального мистецтва, охоронний номер 3069.

## Відомості

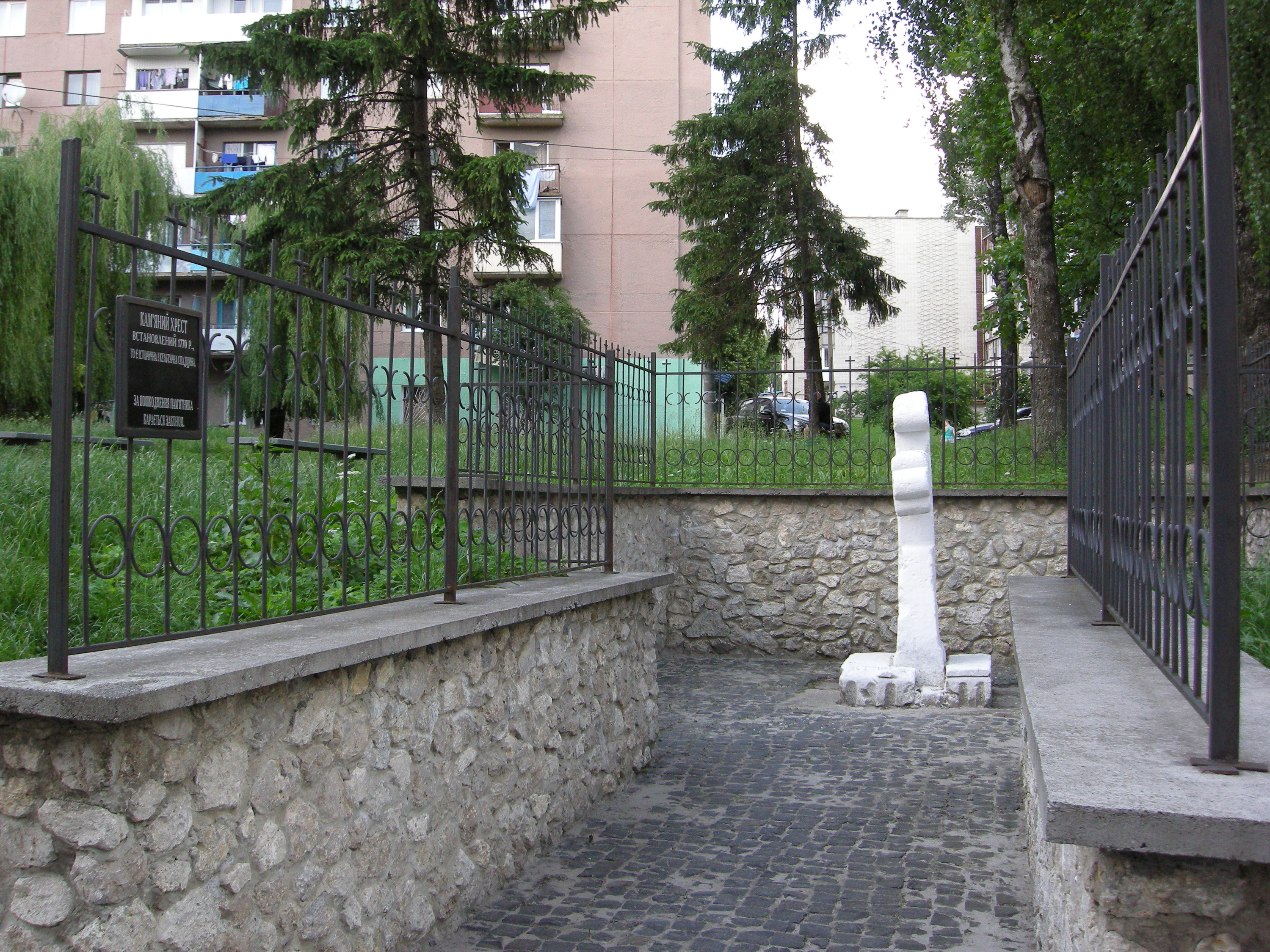
Пам'ятний знак на місці масового захоронення жертв епідемії чуми

Розташований на вулиці Чернівецькій, біля будинку № 53. Встановлений 30 грудня 1770 року, у період, коли в місті лютувала епідемія чуми.
Виготовлений із каменю. Робота самодіяльних майстрів.
Один із найстаріших надгробків Тернополя.